# جورج دیکی (فیلسوف)
جورج دیکی (زاده ۱۲ اوت ۱۹۲۶ - درگذشته ۲۴ مارس ۲۰۲۰) استاد برجستۀ فلسفه در دانشگاه ایلینوی در شیکاگو بود. او متخصص زیبایی‌شناسی, فلسفۀ هنر, و نظریه‌های ذوق قرن هجدهم بود .

## تحصیلات و سوابق شغلی
جورج دیکی پیش از تحصیلات کالج به مدت دو سال از ١٩٤٤ تا ١٩٤٦ در سپاه تفنگداران دریایی آمریکا خدمت کرد. او مدرک کارشناسی خود را از دانشگاه ایالتی فلوریدا در سال ۱۹۴۹ و دکترای خود را از دانشگاه کالیفرنیا، لس آنجلس در سال ۱۹۵۹ دریافت کرد. او کار تدریس فلسفه را از  سال ١٩٥٦ در دانشگاه ایالتی واشینگتن آغاز کرد و پس از آن مدت کوتاهی نیز در دانشگاه هیوستن درس داد، تا سرانجام در سال ۱۹۶۵ به دعوت فیلسوف و منطق‌دان آمریکایی، روث بارکن مارکِس، به دانشگاه ایلینوی در شیکاگو (که در آن زمان حلقۀ شیکاگو خوانده می‌شد) رفت و تا زمان بازنشستگی در سال ۱۹۹۵ به تدریس فلسفه و زیبایی‌شناسی پرداخت. دیکی در طول ایام تحصیل و فعالیت خود بارها شایستۀ دریافت پژوهانه‌های معتبر علمی شناخته شده است؛ از جمله دریافت پژوهانۀ موقوفه ملی علوم انسانی (دو بار)؛ کمک‌هزینه گوگنهایم (۱۹۷۸)؛  و مؤسسۀ مطالعات پیشرفتۀ علوم انسانی در ادینبرا.
دیکی طی سالهای (۱۹۹۰-۱۹۹۱) ریاست انجمن فلسفه ایلینوی را بر عهده داشته؛ و دو دوره عضو هیئت امنا (١٩٦٧-١٩٦٩ و مجدداً ١٩٩٥-١٩٩٧)، نایب‌رئیس (١٩٩١-١٩٩٢)، و رئیس انجمن آمریکایی زیبایی‌شناسی (۱۹۹۳-۱۹۹۴) بوده است.
همسر دیکی، سوزان کانینگهم، استاد بازنشستۀ فلسفه دانشگاه لویولا در شیکاگو است.

## نظریات و آثار
دیکی فیلسوفی تحلیلی، و صاحب آرایی مهم  و تأثیرگذار در فلسفۀ هنر بود. او واضع نظریه نهادی هنر است که موافقان و مخالفان بسیاری برانگیخته است. بعضی از موافقان نظریۀ او را با تغییراتی پذیرفته‌اند.
یکی از مهم‌ترین آثار او، قرن ذوق (۱۹۹۶)، پژوهشی است در مورد رویکردهای تنی چند از مهم‌ترین فیلسوفان قرن هجدهم در مورد نظریۀ ذوق. دیکی بخش عمده‌ای از این کتاب را به دفاع از نظریۀ ذوقِ دیوید هیوم در برابر آرای ایمانوئل کانت اختصاص داده است. مروری بر این اثر را می‌توان در The Philosophical Review ، 107:3 (ژوئیه، ۱۹۹۸) یافت.

## کتاب‌‌ها (گزیده)
- مقدمه‌ای بر زیبایی‌شناسی (پگاسوس، ۱۹۷۱)
- هنر و زیبایی‌شناسی: یک تحلیل نهادی (انتشارات دانشگاه کرنل، ۱۹۷۴)
- حلقۀ هنر (انتشارات هیون، ۱۹۸۴)
- ارزیابی هنر (انتشارات دانشگاه تمپل، ۱۹۸۸)
- قرن ذوق (انتشارات دانشگاه آکسفورد، ۱۹۹۶)
- مقدمه ای بر زیبایی‌شناسی: رویکردی تحلیلی (انتشارات دانشگاه آکسفورد، ۱۹۹۷)
- هنر و ارزش (بلک‌ول, ۲۰۰۱)

## کتاب‌های ترجمه‌شده به فارسی
- هنر و ارزش، ترجمه محمد روحانی، مدرسه اسلامی هنر‏‫، ۱۳۹۲.[۷]
- هنر و ارزش، ترجمه مهدی مقیسه، فرهنگستان هنر، مؤسسه تالیف، ترجمه و نشر آثار هنری ''متن''‏‫، ۱۳۹۳.‬‬[۸]
- قرن ذوق، ترجمه داود میرزایی و مانیا نوریان، حکمت‏‫، ۱۳۹۶.‬[۹]